# Charles Scrivener
Pour les articles homonymes, voir Scrivener.

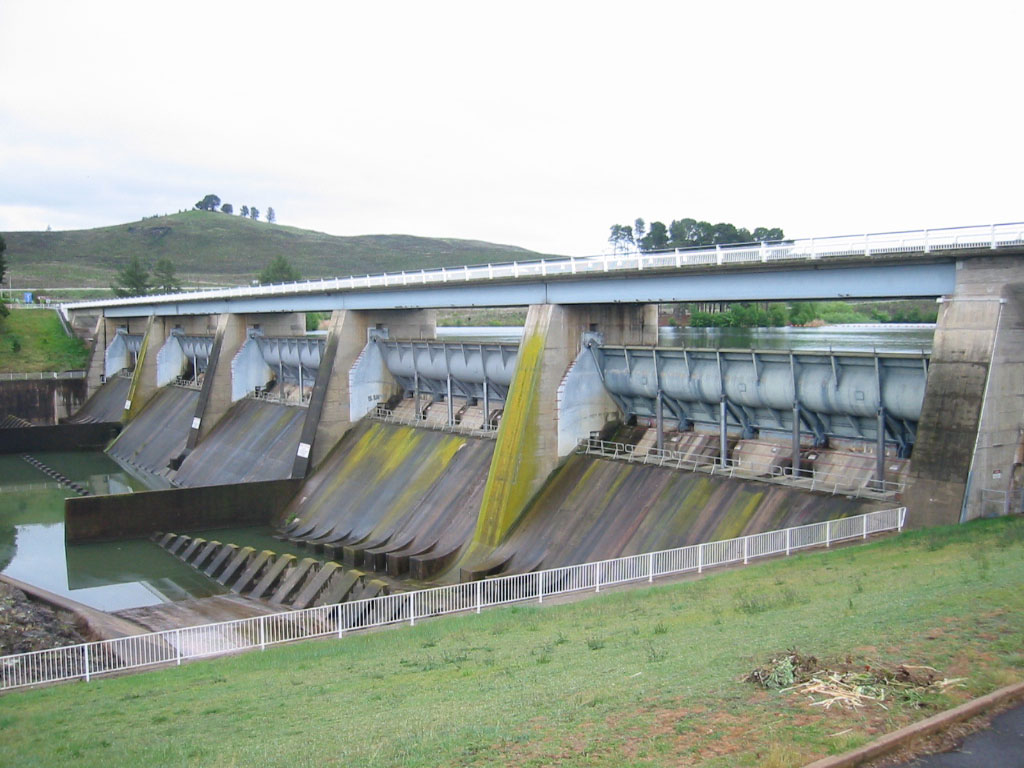
Le barrage Scrivener à Canberra.

Charles Robert Scrivener (2 novembre 1855 - 26 septembre 1923) était un géomètre australien qui fut chargé de cartographier de nombreux sites en Nouvelle-Galles du Sud pour choisir celui pour le Territoire de la capitale australienne et la capitale de l'Australie, Canberra. 
Scrivener est né à Windsor, en Nouvelle-Galles du Sud. En 1876, il fut employé par le service du cadastre de Nouvelle-Galles du Sud. Il travailla comme apprenti géomètre de 1877 à 1879. En 1880, il devint géomètre diplômé. Il a étudié de nombreux sites pour la construction de la capitale, comme Buckley's Crossing, le quartier de Hay et enfin le district de Yass-Canberra. La carte de Scrivener fut sélectionnée pour servir de base pour les inscriptions au concours de construction de la ville. Il fut le premier directeur du service du cadastre fédéral en 1910 et  prit sa retraite en 1915. Il mourut à 67 ans à Killara, un quartier du nord-ouest de Sydney. 
  Le barrage Scrivener qui sert à retenir les eaux du lac Burley Griffin a été appelé ainsi en son honneur.